# Gonzalo Menéndez (futbolista)
Gonzalo Ezequiel Menendez (16 de diciembre de 1992, Avellaneda, Argentina) es un futbolista argentino. Juega como mediocampista y su equipo actual es el 12 de Octubre Football Club de la Primera División de Paraguay.

## Trayectoria
Caracterizado por ser un jugador aguerrido y con fuerza en su juego, este mediocampista comenzó su carrera futbolística en el Arsenal de Sarandí, donde el 21 de febrero de 2010, debuta oficialmente en la Primera División de Argentina, en un empate 1-1 entre Arsenal de Sarandí y River Plate.

## Clubes
| Club                     | País                | Año         |
| ------------------------ | ------------------- | ----------- |
| Arsenal de Sarandí       | Argentina           | 2010 - 2011 |
| Deportivo Merlo (Cedido) | Argentina           | 2012 - 2013 |
| Audax Italiano           | Chile               | 2013 - 2015 |
| Coquimbo Unido (Cedido)  | Chile               | 2015 - 2016 |
| KF Shkëndija             | Macedonia del Norte | 2016 - 2017 |
| Juventud Antoniana       | Argentina           | 2017 - 2018 |
| Deportivo Santaní        | Paraguay            | 2018 - 2019 |